# Mormia andrenipes
Mormia andrenipes és una espècie d'insecte dípter pertanyent a la família dels psicòdids que es troba a Europa: la Gran Bretanya, Alemanya (Baviera), Àustria i Eslovènia.